# Brett Camerota
Brett Camerota, né le 9 janvier 1985 à Salt Lake City, est un coureur du combiné nordique américain. Son frère jumeau Eric est également un coureur du combiné nordique. Son principal succès en carrière est la médaille d'argent qu'il a obtenu aux Jeux olympiques d'hiver de 2010 dans l'épreuve par équipes avec Todd Lodwick, Johnny Spillane et Bill Demong.

## Palmarès

### Jeux olympiques d'hiver
| Épreuve / Édition | Épreuve / Édition | Turin 2006                       | Vancouver 2010                   |
| Sprint            | Sprint            | -                                | Épreuve inexistante à cette date |
| Gundersen         | Gundersen         | 38e                              | Épreuve inexistante à cette date |
| Par équipes       | Par équipes       | -                                | Argent                           |
| Gundersen         | PT                | Épreuve inexistante à cette date | 36e                              |
| Gundersen         | GT                | Épreuve inexistante à cette date | -                                |

- : n'a pas participé à l'épreuve

### Championnats du monde
| Épreuve / Édition | Épreuve / Édition | Sapporo 2007                     | Liberec 2009                     |
| Sprint            | Sprint            | -                                | Épreuve inexistante à cette date |
| Départ en ligne   | Départ en ligne   | Épreuve inexistante à cette date | -                                |
| Gundersen         | Gundersen         | 31e                              | Épreuve inexistante à cette date |
| Gundersen         | PT                | Épreuve inexistante à cette date | 54e                              |
| Gundersen         | GT                | Épreuve inexistante à cette date | -                                |
| Par équipes       | Par équipes       | -                                | -                                |

- : n'a pas participé à l'épreuve

### Coupe du monde
- Meilleur classement général : 50e en 2007.
- Aucun podium dans des épreuves de coupe de monde (meilleure performance : 18e).

 Dernière mise à jour le 6 mars 2010 

#### Différents classements en Coupe du monde
| Année     | Classement général final |
| 2005-2006 | 58e                      |
| 2006-2007 | 50e                      |
| 2008-2009 | 66e                      |
| 2009-2010 | 56e                      |

### Coupe du monde B & Coupe continentale
- 3 deuxièmes places (Steamboat Springs en décembre 2006, Park City en décembre 2008 à deux reprises).
- Il prend part à 73 épreuves de ces compétitions.
- Meilleur classement général : 13e en 2007.

### Championnats des États-Unis
- Champion en 2011.